# Gracia Real de Santa Teresa de Mose
Gracia Real de Santa Teresa de Mose, connu sous le nom de Fort Mose, Fort Moosa ou Fort Mossa, devenu le 12 octobre 1994 le parc d'État historique de Fort Mose, inscrit au Registre national des lieux historiques, est situé à trois kilomètres au nord de Saint Augustine, dans l'état de la Floride, au bord d'un marais salant du côté ouest de la voie navigable séparant le continent des îles côtières.
Ce lieu a été fondé en 1687 par un groupe d'Afro-Américains composé de huit hommes, de deux femmes et d'un enfant en bas âge qui se sont échappés de leur maître pour demander à être baptisés dans la « vraie foi », autrement dit à se convertir au catholicisme. Lorsque la police est venue pour les remettre à leur maître, le gouverneur de la Floride a protégé les fugueurs et a refusé de les renvoyer. La petite communauté a pu s'y établir et est rejointe par d'autres esclaves fugueurs. En 1738, le gouverneur espagnol de Floride, Manuel de Montiano (en), déclare le territoire Gracia Real de Santa Teresa de Mose colonie noire libre et y fait construire un fort. À partir de 1763, date de laquelle la Floride devient une colonie britannique, le lieu perd ses privilèges de lieu d'asile pour les esclaves fugueurs et se déserte. En 1986, des fouilles archéologiques ont permis de retrouver le site du fort du xviiie siècle.

## Histoire
Depuis sa création, la Floride espagnole manquait chroniquement de main-d'œuvre. Pour faire face à cette carence, les autorités espagnoles ont fortement adouci les normes d'esclavage des Afro-Américains, normes héritées du droit canon ; ainsi, dans le système esclavagiste espagnol, les esclaves avaient des droits légaux, y compris le droit de posséder des biens, de poursuivre en justice, de garder leurs familles ensemble et d'acheter leur liberté. Cette libéralisation faisait que les Espagnols pouvaient compter sur la collaboration de leurs esclaves aussi bien en tant que militaires qu'en tant qu'ouvriers agricoles. Ces lois espagnoles sur l'esclavage attirent des esclaves en fuite des colonies anglaises à proximité. Les fugueurs s'étaient transmis la formule magique : « Je veux être baptisé dans la seule vraie foi (catholique) ». Après bien des hésitations, le roi d'Espagne Charles II a jugé bon de tirer parti de la dévotion apparente des fugueurs. En 1693, il décrète que tout esclave fuyant les colonies britanniques serait affranchi et protégé à partir du moment où il mettait les pieds en territoire espagnol. En échange de ce droit d'asile, les fugueurs devaient s'engager à suivre la foi catholique et à s'engager dans la milice et être prêts à « verser jusqu'à leur dernière goutte de sang pour défendre la Grande Couronne d'Espagne et la Sainte Foi »,,.
Entre la fin du xviie siècle et le milieu du xviiie siècle, un nombre inconnu d'esclaves de Caroline du Sud ont réussi à rejoindre la Floride espagnole avec l'espoir d'une vie meilleure.
En 1726, le gouverneur de Floride Antonio de Benavides (en) crée une milice d'esclaves afro-américains pour aider les régiments espagnols à défendre Saint-Augustin contre les attaques britanniques. Il nomme un Afro-Américain Francisco Menéndez (en) à la tête de la milice avec le grade de capitaine.
En 1733, le gouvernement espagnol interdit la vente d'esclaves en fuite à des particuliers et offre aux miliciens la liberté après quatre années de service. En 1737, Menéndez et plusieurs autres miliciens afro-américains obtiennent la liberté inconditionnelle du nouveau gouverneur de Floride, Manuel de Montiano.
En 1738, Manuel de Montiano déclare que le village de Gracia Real de Santa Teresa de Mosé est une commune pour les citoyens afro-américains de Saint-Augustin et y fait construire un fort abritant près de 40 hommes et femmes libres, dont Menéndez et son épouse María. Menéndez devient le chef de la communauté de Fort Mose.
En 1739, des esclaves afro-africains de Caroline du Sud se soulèvent, tuent plus de 20 colons britanniques et tentent sans succès de rejoindre Saint-Augustin dans une révolte appelée la rébellion de Stono.
En 1740, après la rébellion, le gouverneur de la Géorgie James Oglethorpe envahit la Floride et s'avance jusqu'à Saint-Augustine. Les troupes britanniques font le siège de Fort Mose (en). Dans un premier temps, ils prennent Fort Mose, mais la milice de Fort Mose revient et reprend les lieux aux troupes britanniques en remportant la bataille de Bloody Mose. Battu et incapable de prendre la ville, Oglethorpe bat en retraite, Menéndez et ses miliciens sont félicités par le gouverneur de Floride.
En 1752, le gouverneur Fulgencio García de Solís (en) ordonna aux citoyens afro-américains de Saint-Augustin de reconstruire Fort Mose sur un nouveau site au nord de la ville. Le deuxième Fort Mose se maintient jusqu'à ce que l'Espagne cède la Floride à la Grande-Bretagne en 1763. Les habitants fuient le site pour se réfugier, la plupart, sur la colonie espagnole la plus proche : Cuba,,.